# Капська черепаха крапчаста
Капська черепаха крапчаста (Homopus signatus) — найдрібніший вид черепах з роду Капські черепахи родини Суходільні черепахи.

## Опис
Загальна довжина карапаксу коливається від 6 до 10 см, вага — від 95 до 165 г. Спостерігається статевий диморфізм: самиці більші за самців. Голова помірного розміру. На карапаксі є виражене заглиблення з вдавленими центральними частинами щитків. Задній край карапакса сильно зубчатий. Центри щитків пласкі або трохи підняті. На кінцівках присутні стегнові шпори.
Голова сірувата або оливкова. На карапаксі на помаранчевому або жовтувато-рожевому тлі розкидані численні дрібні крапочки. На щитках карапакса також присутні чорні промені.

## Спосіб життя
Полюбляє сухі ліси та чагарникові савани. харчується здебільшого рослинами, плодами, квітами, іноді калом.
Зимова сплячка триває 6—10 тижнів. Сплячка стимулює статеву поведінку. Без неї самиці зазвичай не здатні до розмноження.
Під час парування самці дуже агресивні один до одного та до самиць. Самиця відкладає 1 яйце розміром 35×23 мм. Термін інкубації становить 130–145 днів при температурі 27 °C. Розмір новонароджених черепашенят 25×35 мм при вазі 5—8 г.

## Розповсюдження
Мешкає у Північній Капській провінції ПАР та на крайньому півдні Намібії.